# Droga bez powrotu 4: Krwawe początki
Droga bez powrotu 4: Krwawe początki (tytuł oryg. Wrong Turn 4: Bloody Beginnings) – amerykańsko-niemiecki film fabularny (horror) z 2011 roku, napisany i wyreżyserowany przez Declana O’Briena. Prequel Drogi bez powrotu (2003).

## Fabuła
W 1974 roku w sanatorium Glenville w Zachodniej Wirginii, rodzeństwo Hillicker: Trójpalczasty (Three Finger), Piłozębny (Saw Tooth) i Jednooki (One Eye) uciekają ze swoich cel i wypuszczają innych pacjentów. Razem brutalnie mordują sanitariuszy i lekarzy.
Dwadzieścia dziewięć lat później w 2003 roku, dziewięciu studentów Uniwersytetu Weston; Kenia, Jenna, Vincent, Sara, Bridget, Kyle, Claire, Daniel i Lauren podczas ferii zimowych wybierają się na przejażdżkę skuteremami śnieżnymi. W drodze do domku ich przyjaciela Portera w górach dopada ich burza śnieżna. Przyjaciele gubią się w zamieci i szukają schronienia. Docierają do opuszczonego sanatorium, nie wiedzą jednak, że zamieszkuje je rodzeństwo Hillicker. Kanibale atakują nieproszonych gości, od tego momentu zaczyna się walka o przetrwanie.

## Obsada
- Jenny Pudavick jako Kenia
- Tenika Davis jako Sara
- Kaitlyn Wong jako Bridget
- Terra Vnesa jako Jenna
- Victor Zinck Jr. jako Kyle
- Dean Armstrong jako Daniel
- Ali Tataryn jako Lauren
- Samantha Kendrick jako Claire
- Arne MacPherson jako dr Brendan Ryan
- Kristen Harris jako dr Ann Marie McQuaid
- Dave Harms jako Porter
- Sean Skene jako Trójpalczasty (Three Finger)
  - Blane Cypurda jako młody Trójpalczasty
- Daniel Skene jako Jednooki (One Eye)
  - Tristan Carlucci jako młody Jednooki
- Scott Johnson jako Piłozębny (Saw Tooth)
  - Bryan Verot jako młody Piłozębny